# Řád José Matíase Delgada
Řád José Matíase Delgada celým názvem Národní řád doktora José Matíase Delgada (španělsky: Orden Nacional José Matías Delgado) je státní vyznamenání Salvadoru založené roku 1946. Hlavou řádu je úřadující prezident Salvadoru. Udílen je za mimořádné zásluhy občanům Salvadoru i cizím státním příslušníkům.

## Historie a pravidla udílení
Řád byl založen dekretem č. 85 ze dne 14. srpna 1946. Nese jméno José Matíase Delgada, kněze a lékaře známého jako Otec vlasti. Delgado byl jedním z vůdců hnutí usilujícího o nezávislost Salvadoru na Španělsku. Řád je udílen za mimořádné zásluhy na poli humanitární činnosti, literatury, vědy, umění, politiky či za vojenské zásluhy.
Velmistrem řádu je prezident republiky. Kancléřem řádu je ministr zahraničních věcí Salvadoru. Řád je udílen občanům Salvadoru i cizím státním příslušníkům. Salvadořanům však nemůže být udělen, pokud vykonávají veřejnou funkci, přesto podle jiného paragrafu výkon veřejné funkce udělení řádu nebrání při udělení řádu za mimořádně významné zásluhy. Udělení řádu má doživotní platnost, s výjimkou případů, kdy by držitel řádu byl usvědčen z trestného činu nebo by se dopustil jakékoliv činnosti proti bezpečnosti a dobré pověsti země nebo činů svým charakterem neslučitelných s hodnotami řádu.
Řád je udílen prezidentem Salvadoru na základě nominací Rady řádu. Na jednotlivých nominacích se musí členové Rady řádu shodnout jednomyslně poté, co byly probrány zásluhy kandidáta na udělení řádu a proběhlo tajné hlasování. Radě předsedá ministr zahraničních věcí. Členy rady jsou ministr vnitra Salvadoru a ministr školství Salvadoru.

## Insignie
Řádový odznak má tvar stříbrného řeckého kříže s modře smaltovanými rameny. Na konci každého ramene je bíle smaltovaný pruh. Uprostřed kříže je zlatý kulatý medailon s vyobrazením José Matíase Delgada v presbyteriánském oblečení. Mezi rameny kříže jsou zlaté plameny. Ke stuze je odznak připojen pomocí přechodového prvku ve tvaru zlatého vavřínového věnce.
Řádová hvězda má podobu řádového odznaku položeného na hvězdu skládající se z různě dlouhých paprsků ve tvaru čepele meče. Hvězda je v závislosti na třídě zlatá nebo stříbrná.
Stuha je modrá s úzkým bílým pruhem na každé straně.

## Třídy
Řád je udílen v šesti řádných třídách:
- velkokříž se zlatou hvězdou (Gran Cruz, Placa de Oro con Distinción Especial) – Řádový odznak se nosí na široké stuze spadající z pravého ramene na levý bok. Zlatá řádová hvězda se nosí nalevo na hrudi. Tato třída je vyhrazena pro zahraniční hlavy států nebo přední Salvadořany, kteří zemi poskytli mimořádné služby.[2]
- velkokříž se stříbrnou hvězdou (Gran Cruz, Placa de Plata) – Řádový odznak se nosí na široké stuze spadající z pravého ramene na levý bok. Stříbrná řádová hvězda se nosí nalevo na hrudi. Tato třída je udílena kardinálům, nunciům, velvyslancům, ministrům zahraničí a předsedům zákonodárných orgánů stejně jako nejvyšším soudcům a dalším vyšším úředníkům.
- velkodůstojník (Gran Oficial) – Řádový odznak se nosí na stuze kolem krku. Řádová hvězda se nosí na hrudi. Tato třída se uděluje státním zástupcům, ministrům, místopředsedům legislativních orgánů či arcibiskupům.
- komtur (Comendador) – Řádový odznak se nosí na stuze kolem krku. Řádová hvězda této třídě již nenáleží.
- důstojník (Oficial) – Řádový odznak se nosí na stuze s rozetou nalevo na hrudi.
- rytíř (Caballero) – Řádový odznak se nosí na stuze bez rozety nalevo na hrudi.